# Konzert für New York City
Das Konzert für New York City (Original: The Concert for New York City) war ein Benefizkonzert, das, unterstützt von vielen bekannten Musikern, als Reaktion auf die Terroranschläge vom 11. September 2001 am 20. Oktober 2001 im Madison Square Garden in New York City stattfand. Abgesehen vom wohltätigen Zweck, war das Konzert auch ein Versuch, die Opfer der Anschläge, den Familien, die ihre Angehörigen verloren hatten, sowie die Ersthelfer aus dem New York City Fire Department und dem New York City Police Department und diejenigen, die in den laufenden Rettungs- und Bergungsarbeiten tätig waren, für ihre Leistungen in den Wochen nach dem Anschlag zu ehren.

## Hintergrund
Das Konzert wurde von Paul McCartney organisiert und viele seiner legendären britischen Zeitgenossen, darunter The Who, die Rolling-Stones-Mitglieder Mick Jagger und Keith Richards, David Bowie, Elton John und Eric Clapton traten auf. Unter den teilnehmenden amerikanischen Künstlern waren Bon Jovi, Jay-Z, Destiny’s Child, die Backstreet Boys, James Taylor, Billy Joel, Melissa Etheridge, Five for Fighting, Goo Goo Dolls, John Mellencamp mit Kid Rock, und eine humorvoller Auftritt von Adam Sandler als Operaman, der ein Medley über die Ereignisse von 9/11, die Größe von New York City, und über Osama bin Laden als Feigling singt. Paul Shaffer fungierte als musikalischer Leiter der Show, bei der verschiedene politische Persönlichkeiten und andere Prominente, darunter Rudy Giuliani und Howard Stern, zwischen den Auftritten der Künstler erschienen.
Zwischen den Auftritten kamen auch Sportler auf die Bühne, beispielsweise Teresa Weatherspoone (New York Liberty) oder die Baseball-Legende Joe Torre, dessen New York Yankees zum vierten Mal in Folge auf dem Weg in die World Series waren. Während des Konzerts liefen ebenso mehrere Kurzfilme der bedeutendsten Filmemacher New Yorks, wie Woody Allen, Martin Scorsese und Spike Lee.
Über 60 Stars, die an dem Konzert teilnahmen unterzeichneten im Backstage-Bereich des Madison Square Gardens einzigartige Erinnerungsstücke, die später zu Gunsten der Robin Hood Foundation versteigert wurden. Unter den handsignierten Gegenständen waren unter anderem drei große Plakate des Konzerts sowie drei spezielle 24"-Schlagzeugfelle. Weiterhin waren ein komplettes Schlagzeug und eine Gitarre darunter.

## Zuschauerreaktionen
Ein Großteil der Zuschauer war sehr emotional, viele der Familienangehörigen, Freunde und Kollegen hielten Porträts der Opfer in Händen und zeigten sie in die Kameras. Drei Redner wurden ausgebuht: die Schauspielerin Susan Sarandon (als sie den New York Bürgermeisterkandidaten Mark J. Green unterstützte), der Schauspieler Richard Gere (wegen seiner Rede über gewaltfreie Toleranz), und New Yorks Senatorin Hillary Clinton (bevor sie überhaupt etwas sagen konnte). Clinton reagierte darauf, indem sie ihre Stimme erhob und versuchte, über den Lärm der Menge zu reden. Im Gegensatz dazu wurde ihr Mann, der ehemalige Präsident Bill Clinton durch das Publikum sehr positiv aufgenommen. Richard Gere äußerte sich zum Spott auf seine pazifistische Haltung: Das ist gerade scheinbar unpopulär jetzt, aber das ist in Ordnung. Die Wiederholungen und die DVD-Version wurden digital bearbeitet. Man entfernte die Buhrufe und ersetzte sie durch synchronisierten Jubel für Hillary Clinton.
Adam Sandlers schlüpfte für seinen Auftritt in die Rolle des Opera Man, eine Figur aus der Fernsehsendung Saturday Night Live. Er sang ein humorvolles Lied über Rudy Giulianis Ende der Amtszeit als Bürgermeister, über die New York Yankees, über die Musik-Acts der Nacht, von denen ihm Destiny’s Child einen „Ständer“ bescherten und das Osama bin Laden ein Feigling sei. Der Song enthielt die Zeile: „Osama sagt, er ist zäh, Osama sagt, er ist mutig / Dann sagen Sie mir, warum Osama in einer Höhle kacken muss!“ (Osama says he’s tough, Osama says he’s brave/Then tell me why Osama is shitting in a cave!)
Bei den Musikern reagierte das Publikum am heftigsten auf The Who, brüllten, als sie auf die Bühne kamen unter einem aufgewühlten Who Are You, übertönten die Band beim bekannten It’s only teenage wasteland-Refrain von Baba O’Riley, und erreichte einen Höhepunkt des Jubels bei Won’t Get Fooled Again. Als Kulisse für die Band diente ein US-amerikanisches Sternenbanner neben dem britischen Union Jack und zeigte damit Solidarität. Roger Daltreys letzte Worte an das Publikum aus Ersthelfern und ihren Familien waren: Dem was ihr getan habt, konnten wir nie folgen. (We could never follow what you did.) Später stellte sich heraus, dass der Bassist John Entwistle hier seinen letzten Auftritt in Amerika mit The Who hatte, er starb nur acht Monate später an einem Herzinfarkt. Der Multiinstrumentalist Jon Carin spielte die Keyboards anstelle des langjährigem Keyboarders John Bundrick.
Weitere Höhepunkte waren David Bowies Darbietungen von Simon & Garfunkels America und seinem eigenen “Heroes”, gewidmet seiner örtlichen Feuerwache. Weiter auch Billy Joels Miami 2017 (Seen the Lights Go Out on Broadway), wo Joel nach dem Lied sagte: „Ich schrieb das Lied vor 25 Jahren als Science-Fiction-Song. Ich hätte nie gedacht, es würde wirklich passieren. Doch im Gegensatz zum Ende des Songs … wir bleiben hier!“ (I wrote that song 25 years ago as a science fiction song. I never thought it would really happen.  But unlike the end of that song … we ain’t going anywhere!)
Elton Johns sentimentales Mona Lisas and Mad Hatters wurde ebenfalls gut aufgenommen. Nach dem Auftritt von The Who sprach der New Yorker Feuerwehrmann Mike Moran zum Publikum und erklärte, dass sein Bruder bei dem Anschlag getötet wurde, und dass die Opfer nicht vergessen werden. Er endete mit den Worten: „Im Geiste des irischen Volkes, Osama bin Laden können Sie meinen königlichen, irischen Arsch lecken!“ (In the spirit of the Irish people, Osama bin Laden, you can kiss my royal, Irish ass!) Was mit wildem Jubel und Applaus aufgenommen wurde. Moran nahm seine Mütze ab und schloss mit: „Dies ist mein Gesicht, Miststück!“ (This is my face, bitch!), ebenfalls unter frenetischem Jubel und Beifall.

## Programm und Titel
In Reihenfolge des Auftritte:
- David Bowie – Auftritt: America, “Heroes”
- Billy Crystal – Comedy
- Tom Daschle – Rede
- Bon Jovi –  Auftritt: Livin’ on a Prayer, Wanted Dead or Alive, It’s My Life
- Mark Wahlberg – Jay-Zs Ankündigung
- Jay-Z –  Auftritt: Izzo (H.O.V.A.)
- Goo Goo Dolls –  Auftritt: American Girl, Iris
- Susan Sarandon – Rede
- Leonardo DiCaprio und Robert De Niro – Ankündigung Martin Scorseses Kurzfilm
- Martin Scorsese – Kurzfilm: The Neighborhood
- Billy Joel –  Auftritt: Miami 2017 (Seen the Lights Go Out on Broadway), New York State of Mind
- Will Ferrell – (als Präsident George W. Bush) – Comedy: On the Taliban
- Chris Kattan – Ankündigung Destiny’s Child
- Destiny’s Child – Auftritt: Emotion, Walk With Me (Gospel Medley)
- Harrison Ford – Dank an die Spender, Ankündigung Eric Clapton
- Eric Clapton und Buddy Guy –  Auftritt: Hoochie Coochie Man
- Christy Turlington – Ankündigung Edward Burns’ Kurzfilm
- Edward Burns – Kurzfilm: Lovely Day
- James Lipton – Ankündigung Operaman
- Adam Sandler – (als Operaman) – singt Comdeysong über New York
- Meg Ryan – Ankündigung Backstreet Boys
- Backstreet Boys – Auftritt: Quit Playing Games (With My Heart)
- David Spade – Ankündigung Melissa Etheridge
- Melissa Etheridge – Auftritt: Come to My Window, Born to Run
- Halle Berry – Ankündigung Spike Lees Kurzfilm
- Spike Lee – Kurzfilm: Come Rain or Come Shine
- John Cusack – Ankündigung The Who
- The Who – Auftritt: Who Are You, Baba O’Riley, Behind Blue Eyes, Won’t Get Fooled Again
- George Pataki – Rede
- John Cusack – Ankündigung Woody Allens Kurzfilm
- Woody Allen – Kurzfilm: Sounds from the Town I Love
- Mike Myers – Ankündigung Mick Jagger und Keith Richards
- Mick Jagger and Keith Richards – Auftritt: Salt of the Earth, Miss You
- Howard Stern – Ankündigung Kurzfilm: I Am a New Yorker
- Julia Stiles – Ankündigung Macy Gray
- Macy Gray – Auftritt: With a Little Help from My Friends
- Hillary Clinton – Ankündigung Jerry Seinfelds Kurzfilm
- Jerry Seinfeld – Kurzfilm: The Greatest City on Earth
- Bill Clinton – Ankündigung James Taylor
- James Taylor – Auftritt: Fire and Rain, Up on the Roof
- Michael J. Fox - Ankündigung Rudy Giuliani
- Rudy Giuliani – Rede
- Jimmy Fallon – You Can’t Touch This
- Jon Bon Jovi – Ankündigung Kevin Smiths Kurzfilm
- Kevin Smith – Kurzfilm: Why I Love #$%&@ New York
- John Mellencamp – Auftritt: Peaceful World
- John Mellencamp und Kid Rock – Auftritt: Pink Houses
- Hilary Swank – Ankündigung Five for Fighting
- Five for Fighting – Auftritt: Superman (It’s Not Easy)
- Billy Crystal – Ankündigung New Yorker Sportler: unter anderem Teresa Weatherspoone (New York Liberty), John Franco, Joe Torre, (New York Yankees)
- Janet Jackson – Auftritt: Together Again
- Natalie Portman – Ankündigung Elton John
- Elton John – Auftritt: I Want Love, Mona Lisas and Mad Hatters
- Elton John und Billy Joel – Auftritt: Your Song
- Richard Gere – Rede, Ankündigung Kurzfilm Ric Burns
- Ric Burns – Kurzfilm New York: A Documentary Film
- Salma Hayek – Ankündigung Jim Carrey
- Jim Carrey – Ankündigung Steve Buscemi und Paul McCartney
- Paul McCartney – Auftritt: I’m Down, Lonely Road, From a Lover to a Friend, Yesterday, Freedom, Let It Be und Freedom (reprise)

## Kurzfilme
Die folgenden Kurzfilme (hier nach Regisseur sortiert) wurden während des Konzerts gezeigt:
- Woody Allen – „Sounds from a Town I Love“
- Edward Burns – „Lovely Day“
- Ric Burns – „New York: A Documentary Film“
- Christian Charles – „The Greatest City on Earth“
- Spike Lee – „Come Rain or Come Shine“
- Martin Scorsese – „The Neighborhood“
- Jerry Seinfeld – „The Greatest City on Earth“
- Kevin Smith – „Why I Love New #*$%!&@ York“

### Sounds from a Town I Love
Sounds from a Town I Love (manchmal fälschlich Sounds from the Town I Love genannt) ist ein 2001er Kurzfilm von etwa drei Minuten, wobei Woody Allen Buch und Regie verantwortet. Der Film wurde während des Konzert für New York City zum ersten Mal gezeigt. Der Film besteht ausschließlich aus Handy-Gesprächsschnipseln von zweiundzwanzig Menschen die zufällig zu Fuß durch die Straßen von New York City gehen. Angefangen vom beschweren bis zu neurotischen, wirren Gesprächen über bizarre oder lustige Situationen, sind sie und ihre Kommentare ohne Bezug zueinander. Der Film endet mit einer Nachricht von Woody Allen: „Ich liebe diese Stadt.“